# Kaznoviće
Kaznoviće (em cirílico: Казновиће) é uma vila da Sérvia localizada no município de Ráscia, pertencente ao distrito de Ráscia, na região de Ráscia. A sua população era de 472 habitantes segundo o censo de 2011.

## Demografia
| 1948 | 1953 | 1961 | 1971 | 1981 | 1991 | 2002 | 2011 |
| ---- | ---- | ---- | ---- | ---- | ---- | ---- | ---- |
| 682  | 747  | 774  | 686  | 597  | 580  | 527  | 472  |